# Cừu Afrikaner
Cừu Afrikaner là một giống cừu đuôi béo bản địa của Nam Phi.

## Lịch sử
Cừu Afrikaner là một trong những giống cừu bản địa lâu đời nhất ở Nam Phi, cùng với các giống cừu khác như cừu Damara, Blackhead Persian, Pedi và Zulu (Nguni). Tổ tiên của giống cừu này đã bị người dân Khoikhoin mang xuống từ vùng Trung Đông. Cừu Afrikaner Ronderib được cho là giống cừu đầu tiên được nhập khẩu vào Úc, với Hạm đội Đầu tiên vào năm 1788, nhưng ngày nay là rất hiếm trong nước.

## Phân loại giống
Có hai giống cừu Afrikaner; Namaqua Afrikaner và Ronderib Afrikaner. Đuôi dài béo của chúng là một kho năng lượng giúp chúng tồn tại trong mùa khô dài, khi chất béo hoặc lipid phân hủy, nó cung cấp năng lượng và nước cùng một lúc; hydro có mặt trong tất cả các lipid, mặc dù hydro không phải là nước khi không kết hợp với một phân tử khác, nó tự động lấy hai phân tử oxy và trở thành nước, phần còn lại của phân tử kết hợp với lipid trở thành năng lượng và kết hợp để tạo thành các chất dinh dưỡng khác.
Cừu Namaqua Afrikaner được biết đến với độ cứng rắn của nó khi sống trong điều kiện môi trường khắc nghiệt. Nó là một con cừu mảnh mai, gầy với một cái đuôi mập, và không được đặc biệt ưu ái cho việc sản xuất thịt cừu hiện đại. Cừu Namaqua Afrikaner thường có màu trắng với đầu màu đỏ hoặc đen, và đuôi béo lớn. Tuy nó không có đặc tính mà thị trường thịt mong muốn, giống này bù lại với khả năng tìm thức ăn của mình và sức chịu đựng khó khăn trong điều kiện sa mạc.